# 하우스바운드
《하우스바운드》(영어: Housebound)는 2014년에 개봉한 뉴질랜드의 코미디 공포 영화이다. 감독 제라드 존스톤의 장편 영화 연출 데뷔작이다.

## 줄거리
카일리는 현금 자동 입출금기 금고를 훔치려다가 걸려 가택 연금형을 받는다. 집에서 이상 현상이 일어나자 엄마 미리엄은 집이 예전에 살해 당한 여자애 귀신에 들렸다고 의심한다. 하지만 실은 집에 숨어 살던 사람이 있었고, 여자애 살해범은 아주 가까이에 있었다는 이야기로 전환된다.

## 출연진
- 모가나 오라일리 - 카일라 버크넬 역
- 리마 테 위아타 - 미리엄 버크넬, 어머니 역
- 글렌폴 와루 - 에이머스, 보안업체 직원 역
- 캐머런 로즈 - 데니스, 임상심리학자 역
- 로스 하퍼 - 그레임, 새아버지 역
- 라이언 램프 - 유진 역
- 밀런 베어드 - 그레이슨 순경 역